# Storåstjärnen (Torps socken, Medelpad, 691523-151275)
Storåstjärnen är en sjö i Ånge kommun i Medelpad och ingår i Delångersåns huvudavrinningsområde. Sjön har en area på 0,0465 kvadratkilometer och ligger 395 meter över havet.

## Delavrinningsområde
Storåstjärnen ingår i det delavrinningsområde (691543-151189) som SMHI kallar för Mynnar i Noressjön. Medelhöjden är 442 meter över havet och ytan är 9,65 kvadratkilometer. Det finns inga avrinningsområden uppströms utan avrinningsområdet är högsta punkten. Vattendraget som avvattnar avrinningsområdet har biflödesordning 3, vilket innebär att vattnet flödar genom totalt 3 vattendrag innan det når havet efter 140 kilometer. Avrinningsområdet består mestadels av skog (79 procent). Avrinningsområdet har 0,05 kvadratkilometer vattenytor vilket ger det en sjöprocent på 0,5 procent.